# Art Tatum
Pour les articles homonymes, voir Tatum.
 (janvier 2025).
Arthur Tatum, dit Art Tatum, né le 13 octobre 1909 à Toledo (Ohio) et mort le 5 novembre 1956 à Los Angeles (Californie), est un pianiste américain considéré comme l'un des plus grands virtuoses du jazz.

## Biographie
Arthur Jr Tatum naît le 13 octobre 1909 à Toledo (Ohio) dans une famille qui n'était pas particulièrement musicienne. Il étudie d’abord le violon et la guitare, puis le piano dans un institut de Columbus. Art Tatum est presque complètement aveugle.
Il étudie la musique à la Toledo School of Music (Conservatoire) et semble avoir majoritairement appris l'instrument par lui-même.
À l'adolescence, il joue déjà professionnellement du piano à Toledo. Il commence ses débuts professionnels en 1926. Sa musique est influencée par celle de Fats Waller.
Il est engagé par Speed Webb en 1928, puis, de 1929 à 1930, joue dans son propre show de radio. En 1932 à New York, il accompagne la chanteuse Adelaïde Hall.
Ses premiers enregistrements datent de mars 1933, et Art Tatum y révèle un style de piano complètement différent et beaucoup plus complexe que le style de l'époque. Puis, de 1934 à 1941, il enregistre de nombreux disques pour Decca. Il fait quelques disques avec Joe Turner et il joue dans des clubs à Chicago et à Cleveland. Art Tatum devient à cette époque une figure majeure du jazz et fait des tournées dans tous les États-Unis et en Angleterre (il joue au Ciro's club de Londres).

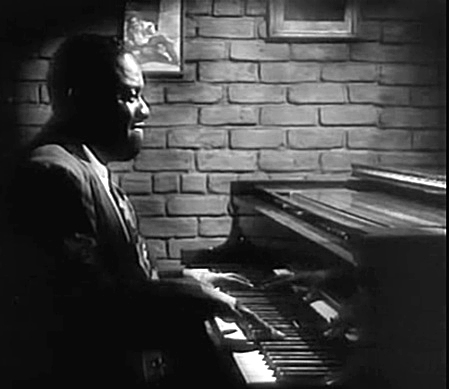
Art Tatum dans le film The Fabulous Dorseys (1947).

Art Tatum forme avec le guitariste Tiny Grimes et le bassiste Slam Stewart un trio de jazz extrêmement populaire. Pendant les années 1940, il fait une tournée en Amérique du Nord. Il est couronné d'un « Gold Award » en 1944 par la revue Esquire, et il joue au premier concert de jazz donné au Metropolitain de New York. Il donne des concerts sur la 52e rue en trio. Ce fut le seul succès de son vivant. Il apparaît très brièvement (13 secondes !) dans le film The Fabulous Dorseys, en 1947. Art Tatum grave une série de solos pour le label Capitol en 1949. Ce fut sûrement la période la plus aboutie de son art.
Art Tatum enregistre de nombreux disques pour Norman Granz, de 1954 à 1956, en solo comme The solo masterpieces ; mais aussi avec Lionel Hampton, Buddy Rich, Benny Carter, Ben Webster (dont les enregistrements avec Art Tatum furent une grande réussite). Une tournée européenne est annoncée.
Art Tatum meurt d'une crise d'urémie le 5 novembre 1956 à Los Angeles (Californie. Sa veuve est morte en 2010.
Il est considéré comme l'un des pianistes les plus importants du jazz. Il inspirait beaucoup de respect de la part de pianistes de jazz comme Fats Waller, ou de pianistes classiques comme Vladimir Horowitz, Arthur Rubinstein ainsi que de compositeurs comme  George Gershwin ou Serge Rachmaninov, et il reste une référence de nos jours.
Il était largement reconnu pour sa virtuosité et pour ses improvisations créatives. Un jour, quand il entra dans un club où Fats Waller donnait un concert, ce dernier déclara : « C'est moi qui joue ce soir, mais Dieu est avec nous dans la salle. »

## Citation
- « Je me souviens qu'Art Tatum avait appelé un morceau Sweet Lorraine parce qu'il avait été en Lorraine pendant la guerre de 14-18 (Improbable, Art avait 10 ans et Sweet Lorraine a été écrite en 1928 par Cliff Burwell et Mitchell Parish.) », Georges Perec, Je me souviens, 6.
- « Le piano a quatre-vingt huit touches et il n’a que dix doigts. Mais il le faisait sonner comme s’ils étaient deux à jouer. » Ray Charles, in Clint Eastwood, 2004, Piano Blues.

- Son nom est cité dans le roman de David Goodis Down There (1956), traduit en français sous le titre Tirez sur le pianiste (Gallimard, 1957).  « Et Art Tatum, il en a du talent ? Art Tatum a beaucoup de talent. » (page 58 de l'édition Folio de 2001).

## Discographie
- Art Tatum (cabu/masters of jazz 1933-48)
- The Quintessence (Frémeaux & Associés 1933-48)
- The complete Capitol Recordings (Capitol 1949-52)
- The complete Pablo Solo Recordings (Pablo 1953-56)
- The Complete Pablo Group Recordings (Pablo 1954-56)
- 20th Century Piano Genius (Verve 1950-55)

## Autres
Voici ses principaux titres, enregistrés pour la plupart en 1948 et 1949 :
- How High The Moon ;
- Tiger Rag
- Nice work if you can get it ;
- Makin' Whoopee ;
- Night and Day ;
- Dardanella ;
- Goin'home ;
- I got a rhythm ;
- Humoresque ;
- Tea for two ;
- After You've Gone ;
- Honeysuckle Rose ;
- St Louis Blues ;
- Elegie ;
- In a Sentimental Mood ;
- Emaline ;
- Cocktails for two.
- Extrait de « Elegie » au format Ogg — 21 secondes, 145 Ko.